# Liste der Kulturdenkmale in Rottenburg am Neckar
In der Liste der Kulturdenkmale in Rottenburg am Neckar sind Bau- und Kunstdenkmale der Stadt Rottenburg am Neckar verzeichnet, die im „Verzeichnis der unbeweglichen Bau- und Kunstdenkmale und der zu prüfenden Objekte“ des Landesamts für Denkmalpflege Baden-Württemberg verzeichnet sind. Dieses Verzeichnis ist nicht öffentlich und kann nur bei „berechtigtem Interesse“ eingesehen werden. Die folgende Liste ist daher nicht vollständig und beruht auf anderweitig veröffentlichten Angaben.

## Baisingen
| Bild           | Bezeichnung        | Lage                                   | Datierung | Beschreibung | ID |
| -------------- | ------------------ | -------------------------------------- | --------- | --- | -- |
| Weitere Bilder | Jüdischer Friedhof | Baisingen, außerhalb des Ortes (Karte) | 1778      | 1778 wurde ein eigener Friedhof nordwestlich des Ortes (Galgenweg, am Waldrand) mit einer Fläche von 19,59 Ar angelegt. Heute befinden sich auf dem Friedhof noch 405 Grabsteine (Mazewot). |    |
|                | Schul- und Rathaus | Baisingen, Kaiserstraße 6 (Karte)      |           | [ 1 ] | BW |
|                | Synagoge           | Baisingen, Kaiserstraße 59a (Karte)    | 1784      | Die Synagoge in Baisingen wird heute als Museum genutzt. |    |

## Bad Niedernau
| Bild | Bezeichnung                     | Lage                                                                  | Datierung     | Beschreibung | ID |
| ---- | ------------------------------- | --------------------------------------------------------------------- | ------------- | --- | -- |
|      | ehemaliges Kurbad Bad Niedernau | Bad Niedernau, Badstraße 83–85 (Karte)                                | 1804          | Das Kurbad Bad Niedernau wurde 1804 durch den Rottenburger Arzt Franz Xaver Raidt gegründet. Seit 1921 wurde der Gebäudekomplex als Handwerkererholungsheim des Württembergischen Handels- und Gewerbevereins und 1945 bis 1952 als Kriegsdurchgangslager für Flüchtlinge genutzt. 1963 wurde die Genossenschaft der Armen Schulschwestern von unseren Lieben Frau e. V. Eigentümer. Die Gebäude wurden von der Emil-Schlegel-Klinik und als Arztpraxis genutzt. Das ehemalige Badgebäude Badstraße 85 ist ein zwei- bis dreigeschossiger Gruppenbau mit einem eingeschossigen Saaltrakt über hohen Sandsteinsockel und Eckerker. Das Hallenbad- und Kurbadgebäude, Badstraße 83 wurde in den 1970er Jahren errichtet und steht nicht unter Denkmalschutz. | BW |
|      | Steinersches Anwesen            | Bad Niedernau, Raidtweg 9, 11, 13 und 15, Badstraße 63 und 67 (Karte) | 1880 und 1893 | Villa des württembergischen Großindustriellen und Mäzens Kilian von Steiner. Der Gebäudekomplex besteht aus dem Wohnhaus (Raidtweg 15), dem freistehenden Speisesaal (Raidtweg 13), einer angebauter Halle (Raidtweg 11) und hölzernem Wandelgang und einem Gärtnerhaus (Raidtweg 9). Hinzu kommen die Gebäude Badstraße 63 und 67. In den 1920er Jahren wurde die Villa zum Genesungsheim für Soldaten umgebaut. Der Gewölbekeller unter dem Haupthaus stammt von dem Vorgängergebäude. |    |

## Bieringen
| Bild           | Bezeichnung               | Lage                                  | Datierung | Beschreibung | ID |
| -------------- | ------------------------- | ------------------------------------- | --------- | --- | -- |
| Weitere Bilder | Kirche St. Peter und Paul | Bieringen, Burkhardtstraße 26 (Karte) | 1788      | Die Saalkirche geht auf eine um 1420 gebaute Kapelle zurück. Sie wurde 1460 erweitert und 1788 umgebaut. Das Langhaus wurde 1891 um ein Joch verlängert und der Chor im Osten wurde neu gebaut. |    |

## Rottenburg am Neckar
| Bild           | Bezeichnung                      | Lage                                             | Datierung | Beschreibung                 | ID |
| -------------- | -------------------------------- | ------------------------------------------------ | --------- | ---------------------------- | -- |
| Weitere Bilder | Dom St. Martin                   | Rottenburg am Neckar (Karte)                     | ab 1424   |                              |    |
|                | Karmeliterkloster Rottenburg     | Rottenburg am Neckar (Karte)                     | 1281      |                              |    |
| Weitere Bilder | Weggentalkirche                  | Rottenburg am Neckar (Karte)                     | 1682      |                              |    |
| Weitere Bilder | Stiftskirche St. Moriz           | Rottenburg am Neckar (Karte)                     | Um 1300   |                              |    |
|                | Eugen-Bolz-Gymnasium             | Rottenburg am Neckar, Eberhardstraße 21 (Karte)  |           | [ 1 ]                        | BW |
|                | Ehemalige Schule Sprollstraße 22 | Rottenburg am Neckar, Sprollstraße 22 (Karte)    |           | Ehemalige Schule, heute VHS. | BW |
|                | Mädchenrealschule St. Klara      | Rottenburg am Neckar, Weggentalstraße 24 (Karte) |           | [ 1 ]                        | BW |

## Schwalldorf
| Bild           | Bezeichnung | Lage                         | Datierung | Beschreibung | ID |
| -------------- | ----------- | ---------------------------- | --------- | ------------ | -- |
| Weitere Bilder | St. Andreas | Rottenburg am Neckar (Karte) | 1733      |              |    |

## Weiler
| Bild | Bezeichnung               | Lage                                | Datierung | Beschreibung                                      | ID |
| ---- | ------------------------- | ----------------------------------- | --------- | ------------------------------------------------- | -- |
|      | Kindergarten St. Wolfgang | Weiler, Siebentälerstraße 6 (Karte) |           | Ehemalige Schule, jetzt Kindergarten St. Wolfgang | BW |